# Легка атлетика на літніх Олімпійських іграх 2008 — біг на 800 метрів (жінки)
Змагання з бігу на 800 метрів серед жінок на Літніх Олімпійських іграх 2008 у Пекіні проходили з 15 по 18 серпня на Пекінському національному стадіоні.

## Медалістки
| Золото               | Срібло                  | Бронза                 |
| Памела Джелімо Кенія | Джанет Джепкосґей Кенія | Гасна Бенгассі Марокко |

## Кваліфікація учасниць
Національний олімпійський комітет (НОК) кожної країни мав право заявити для участі у змаганнях не більш як три спортсменки, які виконали норматив А (2:00,00) у кваліфікаційний період з 1 січня 2007 року по 23 липня 2008 року. Також НОК міг заявити не більш як одну спортсменку з тих, хто виконав норматив B (2:01,30) за той же період. Кваліфікаційні нормативи були встановлені ІААФ.

## Рекорди
Дані наведено на початок Олімпійських ігор. 
| Світовий рекорд     | Ярміла Кратохвілова (Чехословаччина) | 1:53,28 с | Мюнхен (ФРН)  | 26 липня 1983 року |
| Олімпійський рекорд | Надія Олізаренко (СРСР)              | 1:53,43 с | Москва (СРСР) | 27 липня 1980 року |

За підсумками змагань обидва рекорди залишилися незмінними.

## Змагання

### Перший раунд
Перші три спортсменки з кожного забігу незалежно від показаного часу автоматично потрапляють до півфіналу змагань. Також до півфіналу потрапляють ще шість учасниць, які показали найкращий час серед решти спортсменок.
Час результатів зазначено у секундах. Також використані такі скорочення:
| - Q — кваліфікована за місцем у забігу - q — кваліфікована за часом | - WJR — світовий рекорд серед юніорів - AR — рекорд Африки - SB — найкращий результат у сезоні - PB — найкращий результат у кар'єрі | - NR — національний рекорд - DNF — не фінішувала - DQ — дискваліфікована |

| Місце | Спортсменка        | Результат | Примітки |
| ----- | ------------------ | --------- | -------- |
| 1.    | Світлана Клюка     | 2:01,67   | Q        |
| 2.    | Росібель Гарсія    | 2:01,98   | Q        |
| 3.    | Ганна Ростковський | 2:02,11   | Q        |
| 4.    | Джемма Сімпсон     | 2:02,16   |          |
| 5.    | Аньєс Самарія      | 2:02,18   |          |
| 6.    | Мадалейн Пейпа     | 2:03,09   |          |
| 7.    | Бараа Авадалла     | 2:18,41   | SB       |

| Місце | Спортсменка        | Результат | Примітки |
| ----- | ------------------ | --------- | -------- |
| 1.    | Юлія Кревсун       | 2:00,21   | Q        |
| 2.    | Тетяна Андріанова  | 2:00,31   | Q        |
| 3.    | Дженніфер Медоуз   | 2:00,33   | Q        |
| 4.    | Світлана Усович    | 2:00,42   | q, SB    |
| 5.    | Маріан Бернетт     | 2:02,02   |          |
| 6.    | Еліс Шмідт         | 2:02,33   |          |
| 7.    | Хейлі Ніколь НеСРа | 2:18,83   |          |

| Місце | Спортсменка     | Результат        | Примітки |
| ----- | --------------- | ---------------- | -------- |
| 1.    | Памела Джелімо  | 2:03,18          | Q        |
| 2.    | Кенія Сінклер   | 2:03,76          | Q        |
| 3.    | Елоді Гега      | 2:03,85          | Q        |
| 4.    | Мерві Айдін     | 2:04,75          |          |
| 5.    | Аннабель Ласкар | 2:06,11          | PB       |
| 6.    | Марсела Брітос  | 2:08,98          |          |
|       | Ваня Перішич    | дискваліфікували |          |

| Місце | Спортсменка         | Результат | Примітки |
| ----- | ------------------- | --------- | -------- |
| 1.    | Марія Мутоло        | 1:58,91   | Q, SB    |
| 2.    | Мерилін Окоро       | 1:59,01   | Q        |
| 3.    | Люція Клоцова       | 1:59,42   | Q        |
| 4.    | Темсін Льюїс        | 1:59,67   | q        |
| 5.    | Нейша Бернард-Томас | 2:00,09   | q, NR    |
| 6.    | Емілія Міку Ондо    | 2:20,69   |          |
| 7.    | Ніколь Тітер        | DNF       |          |

| Місце | Спортсменка        | Результат | Примітки |
| ----- | ------------------ | --------- | -------- |
| 1.    | Сулія Калатаюд     | 2:00,34   | Q        |
| 2.    | Гасна Бенгассі     | 2:00,51   | Q        |
| 3.    | Катерина Костецька | 2:00,54   | Q        |
| 4.    | Ольга Крістя       | 2:00,59   | q, PB    |
| 5.    | Хезел Кларк-Рілі   | 2:01,59   |          |
| 6.    | Міхаела Няску      | 2:03,03   |          |
| 7.    | Айшат Ріша         | 2:30,14   | PB       |

| Місце | Спортсменка               | Результат | Примітки |
| ----- | ------------------------- | --------- | -------- |
| 1.    | Дженет Джепкосгеї Бусиней | 1:59,72   | Q        |
| 2.    | Тетяна Петлюк             | 2:00,00   | Q        |
| 3.    | Бригіта Лангерхольц       | 2:00,13   | Q        |
| 4.    | Егле Балкунайте           | 2:00,15   | q, PB    |
| 5.    | Еліза Кусма Піччоні       | 2:00,24   | q        |
| 6.    | Карму Тавареш             | 2:01,91   |          |
| 7.    | Мірей Деребона-Нгессо     | DQ        |          |

### Півфінал
Перші дві спортсменки з кожного забігу незалежно від показаного часу автоматично потрапляють у фінал змагань. Також до фіналу потрапляють ще дві учасниці, що показали найкращий час серед всіх інших спортсменок.
| Місце | Спортсменка         | Результат | Примітки |
| ----- | ------------------- | --------- | -------- |
| 1.    | Світлана Клюка      | 1:58,31   | Q        |
| 2.    | Марія Мутоло        | 1:58,61   | Q, SB    |
| 3.    | Люція Клоцова       | 1:58,80   |          |
| 4.    | Тетяна Петлюк       | 1:59,27   |          |
| 5.    | Росібель Гарсія     | 1:59,38   | NR       |
| 6.    | Мерилін Окоро       | 1:59,53   |          |
| 7.    | Бригіта Лангерхольц | 2:00,00   |          |
| 8.    | Темсін Льюїс        | 2:01,41   |          |

| Місце | Спортсменка        | Результат | Примітки |
| ----- | ------------------ | --------- | -------- |
| 1.    | Памела Джелімо     | 1:57,31   | Q        |
| 2.    | Гасна Бенгассі     | 1:58,03   | Q, SB    |
| 3.    | Катерина Костецька | 1:58,33   |          |
| 4.    | Сулія Калатаюд     | 1:58,78   | SB       |
| 5.    | Ганна Ростковська  | 1:58,84   |          |
| 6.    | Дженніфер Медоуз   | 1:59,43   |          |
| 7.    | Егле Балкунайте    | 2:02,59   |          |
| 8.    | Світлана Усович    | 2:02,79   |          |

| Місце | Спортсменка         | Результат | Примітки |
| ----- | ------------------- | --------- | -------- |
| 1.    | Джанет Джепкосґей   | 1:57,28   | Q, SB    |
| 2.    | Юлія Кревсун        | 1:57,32   | Q, PB    |
| 3.    | Тетяна Андріанова   | 1:58,16   | q        |
| 4.    | Кенія Сінклер       | 1:58,28   | q, SB    |
| 5.    | Еліза Кусма Піччоні | 1:59,52   |          |
| 6.    | Ольга Крістя        | 2:00,12   | PB       |
| 7.    | Нейша Бернард-Томас | 2:01,84   |          |
| 8.    | Елоді Гега          | DNF       |          |

### Фінал
| Місце | Спортсменка       | Результат | Примітки |
| ----- | ----------------- | --------- | -------- |
| 1.    | Памела Джелімо    | 1:54,87   | WJR, AR  |
| 2.    | Джанет Джепкосґей | 1:56,07   | SB       |
| 3.    | Гасна Бенгассі    | 1:56,73   | SB       |
| 4.    | Світлана Клюка    | 1:56,94   |          |
| 5.    | Марія Мутоло      | 1:57,68   | SB       |
| 6.    | Кеніа Сінклер     | 1:58,24   | SB       |
| 7.    | Юлія Кревсун      | 1:58,73   |          |
| 8.    | Тетяна Андріанова | 2:02,63   |          |